# Třída Jókó
Třída Jókó je perspektivní třída podpůrná výsadková loď Japonských námořních sil sebeobrany. Určena je k přepravě vojáků a náladu, včetně vozidel a kontejnerů. Celkem byly objednány dvě jednotky této třídy.

## Stavba
Stavba podpůrných lodí třídy Jókó a menších vyloďovacích plavidel LCU třídy Nihonbare je součástí japonského plánu na posílení schopností přepravy na vzdálené ostrovy. Objednány byly dvě jednotky této třídy. Prototypové plavidlo Jókó staví loděnice Naikai Zosen v Onomiči. Na vodu byla spuštěna 28. listopadu 2024.
Jednotky třídy Jókó:
| Jméno           | Zahájení stavby | Spuštěna           | Vstup do služby | Status    |
| --------------- | --------------- | ------------------ | --------------- | --------- |
| Jókó (LSV-4101) |                 | 28. listopadu 2024 | 30. května 2025 | ve stavbě |
|                 |                 |                    |                 | objednána |

## Konstrukce
Plavidlo pojme přes tisíc tun nákladu. Přepravovat může i vozidla a standardizované kontejnery. Je vybaveno nákladovými rampami na přídi, zádi a pravoboku. Nemá schopnost vykládat náklad přímo na pobřeží. Pro svou obranu nese 12,7mm kulomet. Nejvyšší rychlost dosahuje patnáct uzlů.